# Економікс
Економікс (англ. economics «економічна теорія», «економіка») — галузь економічної науки, економічна теорія, що вивчає теоретичні основи економічних процесів. Термін «економікс» введений в широкий обіг британським ученим-економістом Алфредом Маршаллом і у відомому сенсі замінив поняття «Політична економія», що раніше використалося, додавши йому велику практичну спрямованість. Основою предмету «Економікс» є теорія попиту і пропозиції, встановлення ринкової рівноваги, ринкова конкуренція, поведінка виробників і споживачів на ринку.
Альфред Маршалл назвав економіку чистою і прикладною наукою, без впливу політики й щоб протиставити її політичній економії, використав ширший термін – «економікс» (від англ. ECONOMIC Science).
Альфред Маршалл є автором праці  «Principles of Economics» (1890—1891), який у рос. перекладі має назву «Принципы экономической науки» («Принципи економічної науки»).
Вихід у світ першого тому «Принципів економічної науки» А. Маршалла 1890 р. був відзначений суспільством як непересічна історична подія. «Пелл-Мелл газет» писала: «Виникла “нова політекономія”, а “стара” політична економія — ця лиховісна наука, котра розглядала індивідуальну людину як винятково егоїстичну і скупу тварину, а державу — лише як масу таких тварин, пішла в минуле».
Автором першого підручника «Економікс» (англ. Economics) став Пол Самуельсон, перше видання якого здійснено у 1948 р.

## Визначення економікс
Лайонелл Роббінс, професор Лондонської школи економіки:
Економікс - це наука, яка вивчає поведінку людини у процесі досягнення цілей з обмеженими засобами, які мають альтернативне застосування.

## Предмет економікс
Предметом дослідження «економікс» є економічний вибір, тобто економічна поведінка людей з приводу використання обмежених виробничих ресурсів, які мають характер багатоцільового призначення. Зокрема, ця наука: 
1. Розкриває механізм функціонування ринкової економіки.
2. Ставить своїм завданням розробити модель оптимальної поведінки ринкових суб'єктів, за якої максимальні вигоди досягаються за мінімальних витрат виробничих ресурсів.
3. Позбавлена будь-яких ідеологічних впливів.
4. Не вживає терміна «виробничі відносини», який не узгоджується з економічною ефективністю.[4]

## Розбіжності між термінами
У сучасній англо-американській літературі всі три терміни – "політична економія", "економічна теорія" і "економікс" – розглядаються як синоніми, які відображають теоретичні аспекти економічної науки. У вітчизняній економічній літературі продовжує точитися дискусія щодо тотожності чи відмінності цих понять.
В українських виданнях «економікс» перекладається як «економічна теорія» або «аналітична економія». Тобто ми маємо різні назви однієї й тієї самої науки, яку, на наш погляд, варто називати «економічна теорія».